# 219008 Igazantal
219008 Igazantal è un asteroide della fascia principale. Scoperto nel 2008, presenta un'orbita caratterizzata da un semiasse maggiore pari a 3,166628 UA e da un'eccentricità di 0,104059, inclinata di 10,933854° rispetto all'eclittica.